# Zdeněk Mlynář (veldrijder)
Zdeniek Mlynar (Valtice, 30 oktober 1976) is een Tsjechisch veldrijder en wielrenner die anno 2010 zonder ploeg rijdt, maar in het verleden vijf seizoen uitkwam voor AC Sparta Praha.
Mlynar werd in 1995 wereldkampioen veldrijden bij de junioren en in 1996 derde bij de beloften.

## Belangrijkste overwinningen
1995
- Wereldkampioen veldrijden, Junioren

1996
- Wereldkampioenschappen veldrijden, Beloften

1999
- Teplice

2004
- Cyclocross Pilsen
- Uničov
- Wortegem-Petegem
- Rüti

2005
- Ceska Lipa

2006
- Podborany
- Uničov
- Louny
- Pilsen
- Kolin

2007
- Uničov
- Hlinsko
- Kolin

2008
- Podbrezova
- TOI TOI Cup